# Cremolino
Cremolino é uma comuna italiana da região do Piemonte, província de Alexandria, com cerca de 955 habitantes. Estende-se por uma área de 14,41 km², tendo uma densidade populacional de 66 hab/km². Faz fronteira com Cassinelle, Molare, Morbello, Morsasco, Ovada, Prasco, Trisobbio.

## Demografia
| Variação demográfica do município entre 1861 e 2011                               |
|                                                                                   |
| Fonte: Istituto Nazionale di Statistica (ISTAT) - Elaboração gráfica da Wikipedia |